# Plateau des Mille Étangs
Das Plateau des Mille Étangs (wörtlich: Plateau der Tausend Teiche) ist eine geografische Zone von mehr als 220 km² im nordöstlichen Teil des Départements Haute-Saône in der Region Bourgogne-Franche-Comté in Frankreich.
Am Ende der letzten Kaltzeit vor 12.000 Jahren kam es beim Rückzug des Moselgletschers über die Vogesen zu Eintiefungen im Primärsockel, was die Bildung von Mooren und Sümpfen auf drei Hochebenen unterschiedlicher Höhe begünstigte. Im Mittelalter wurde der Raum von Menschen verändert, die dort durch das Anlegen von Teichen die Fischzucht entwickelten. Diese Wasserreserven wurden dann im 19. und 20. Jahrhundert von der lokalen Textil- und Papierindustrie genutzt.
Zu Beginn des 21. Jahrhunderts ist diese Region, die größtenteils mit Wald bedeckt ist, von ökologischem Interesse. Dies vor allem aufgrund ihrer Feuchtgebiete, in denen sich bemerkenswerte Biotope befinden, die an eine kalte und feuchte Umgebung angepasst sind. Diese Region der Tausend Teiche ist als „Zone Naturelle d'intérêt écologique, faunistique et floristique“ (ZNIEFF) anerkannt. Sie ist größtenteils in einem Natura 2000-Gebiet und im Regionaler Naturpark Ballons des Vosges enthalten. Im Süden befindet sich das regionale Naturschutzgebiet des Torfmoors Grande Pile. Die Tausend Teiche haben auch eine touristische Bedeutung durch ihre Landschaften, die ihnen in Analogie zu den finnischen „Tausend Seen“ den Spitznamen „Petite Finlande“ verleihen.

Galerie
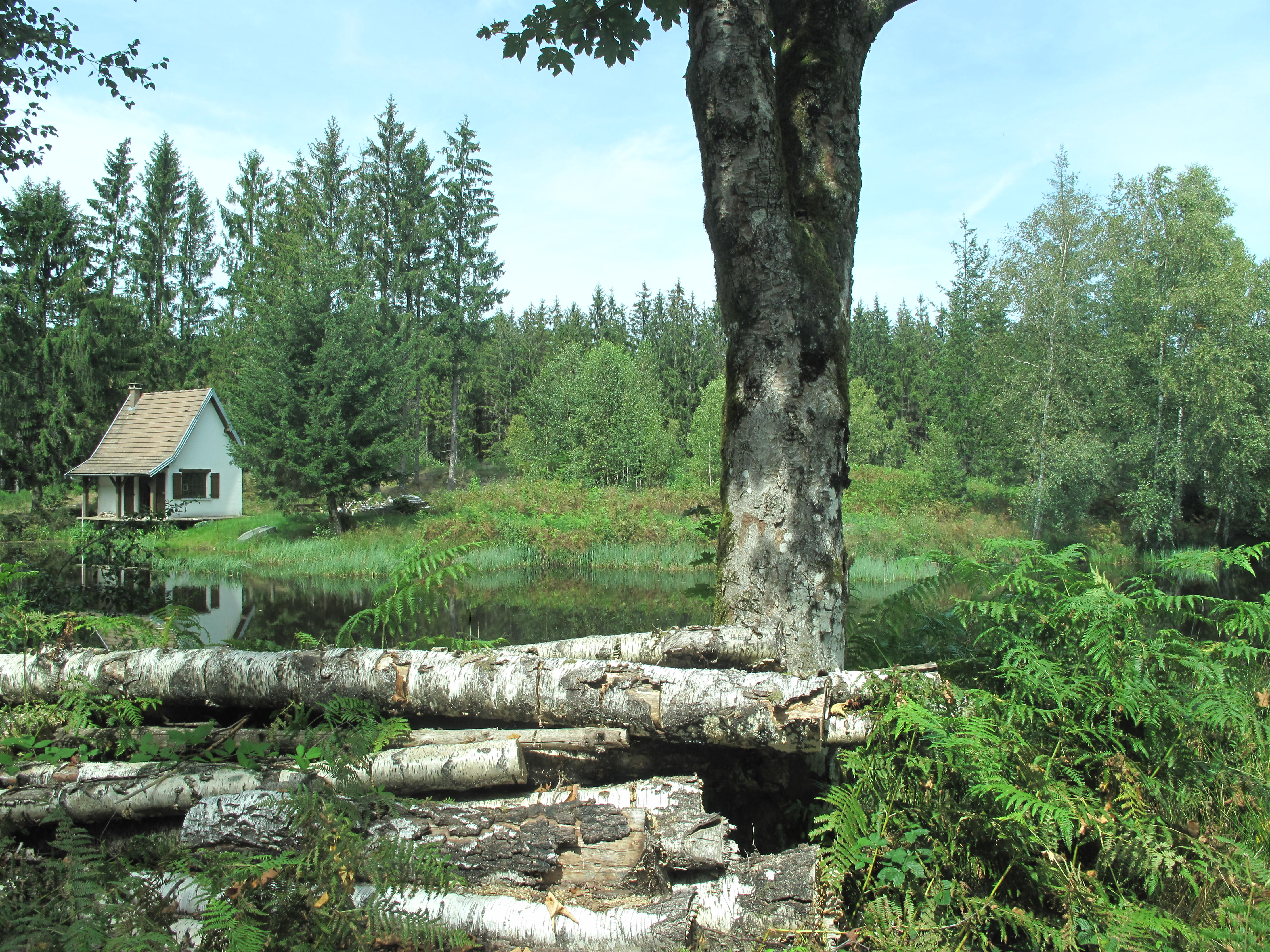
Wald
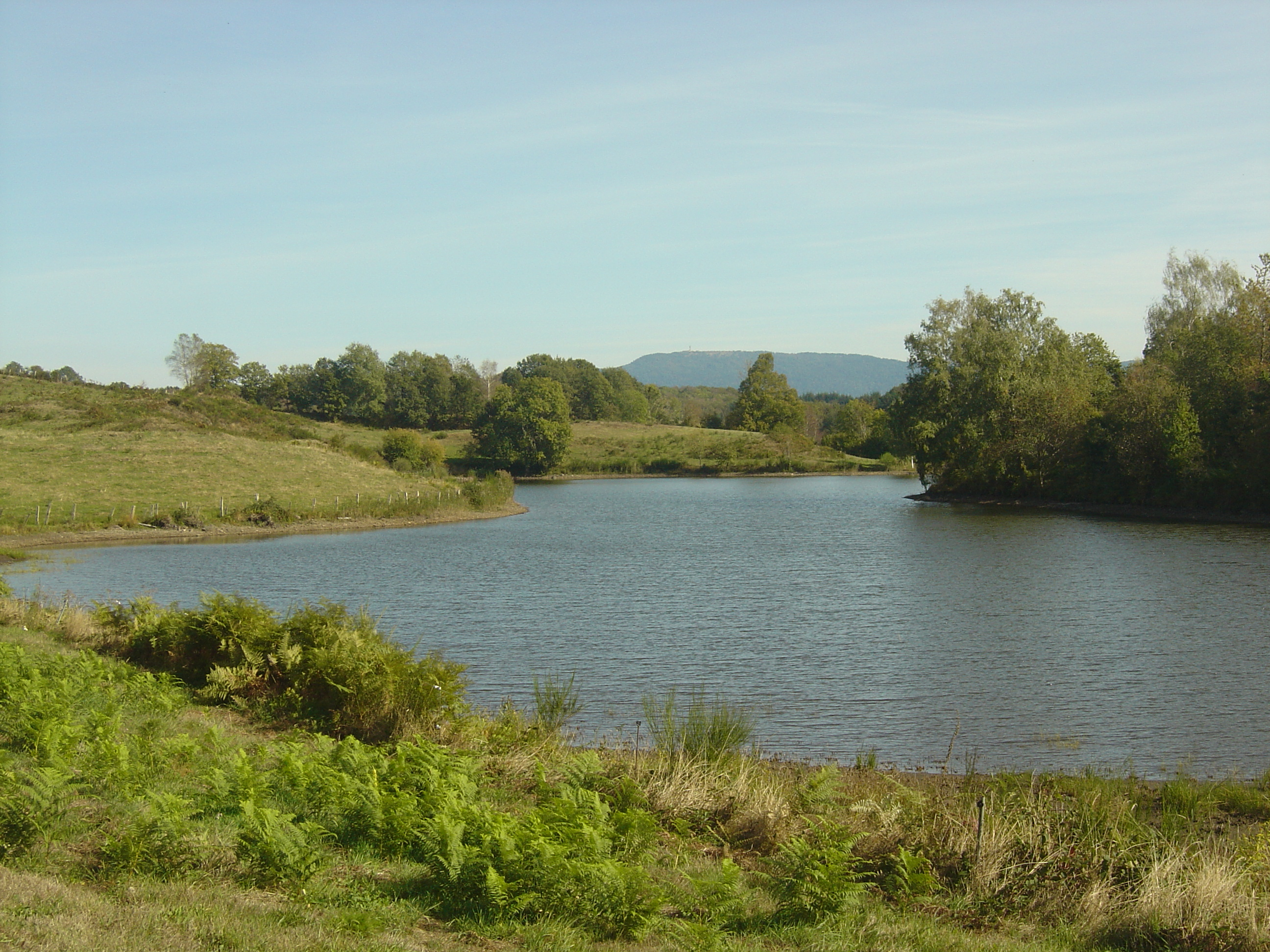
Wiese mit Ballon de Servance im Hintergrund
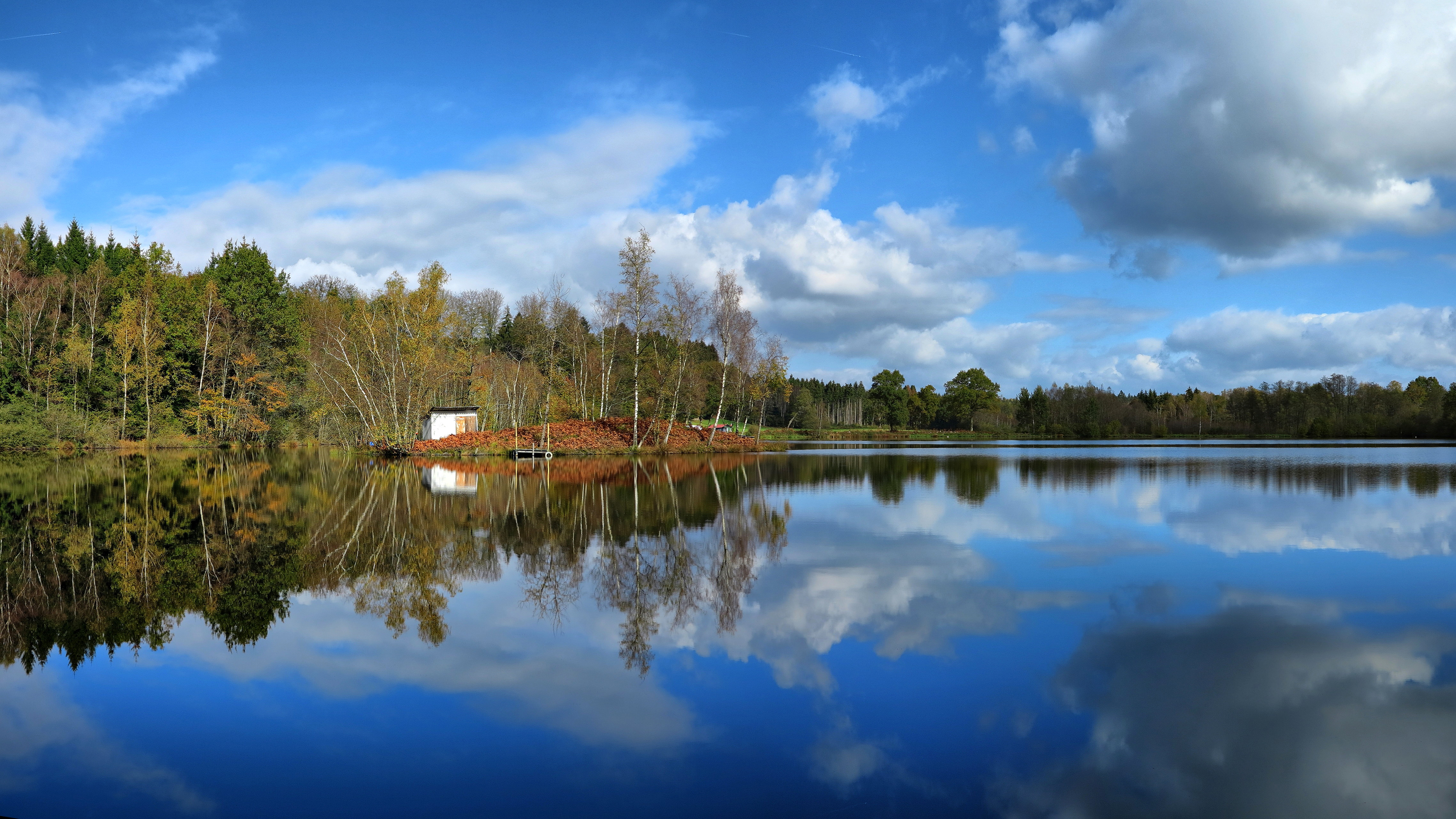
Typischer Teich mit Fischerhütte
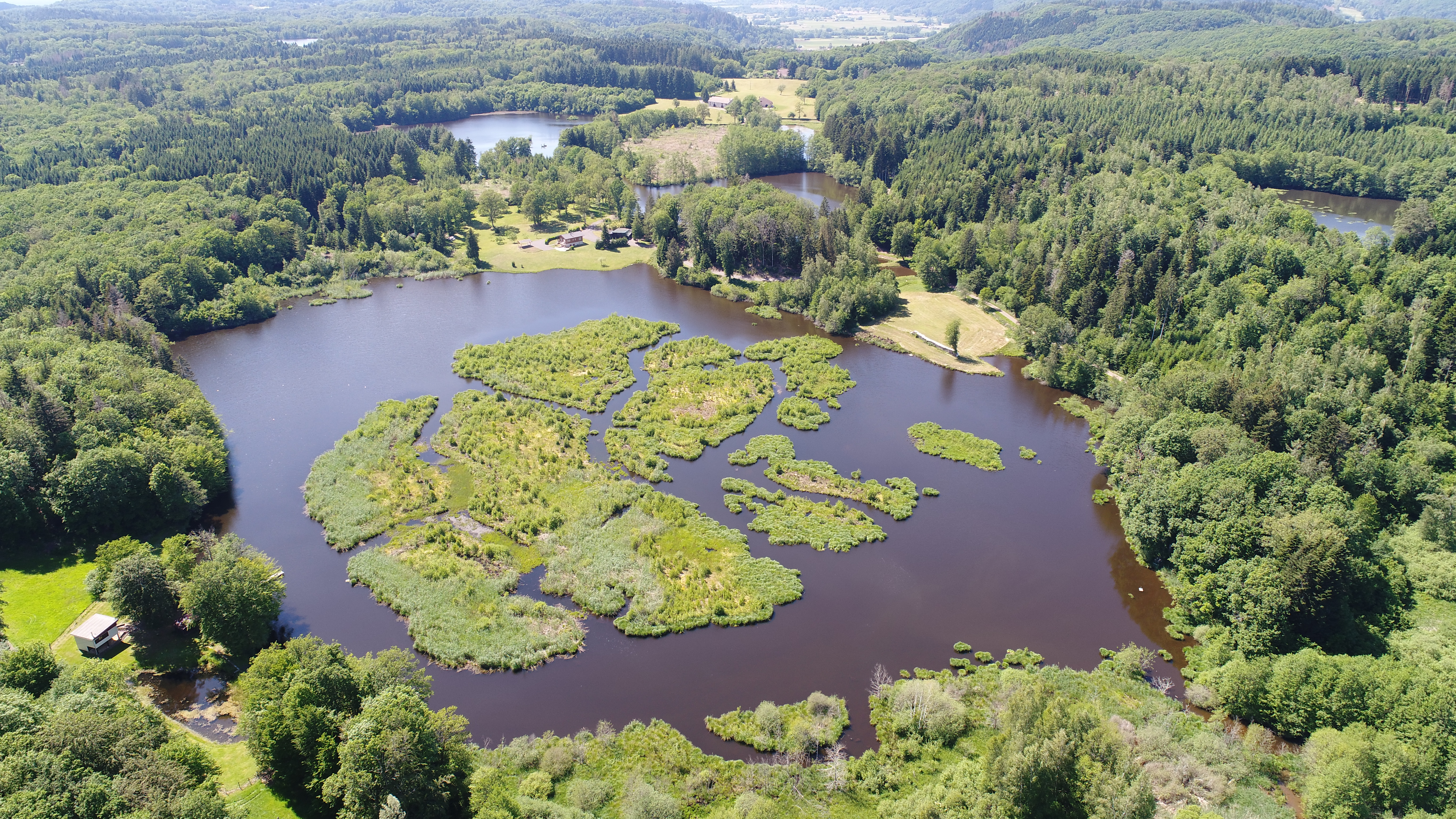
Étang des Grands Prés bei La Voivre
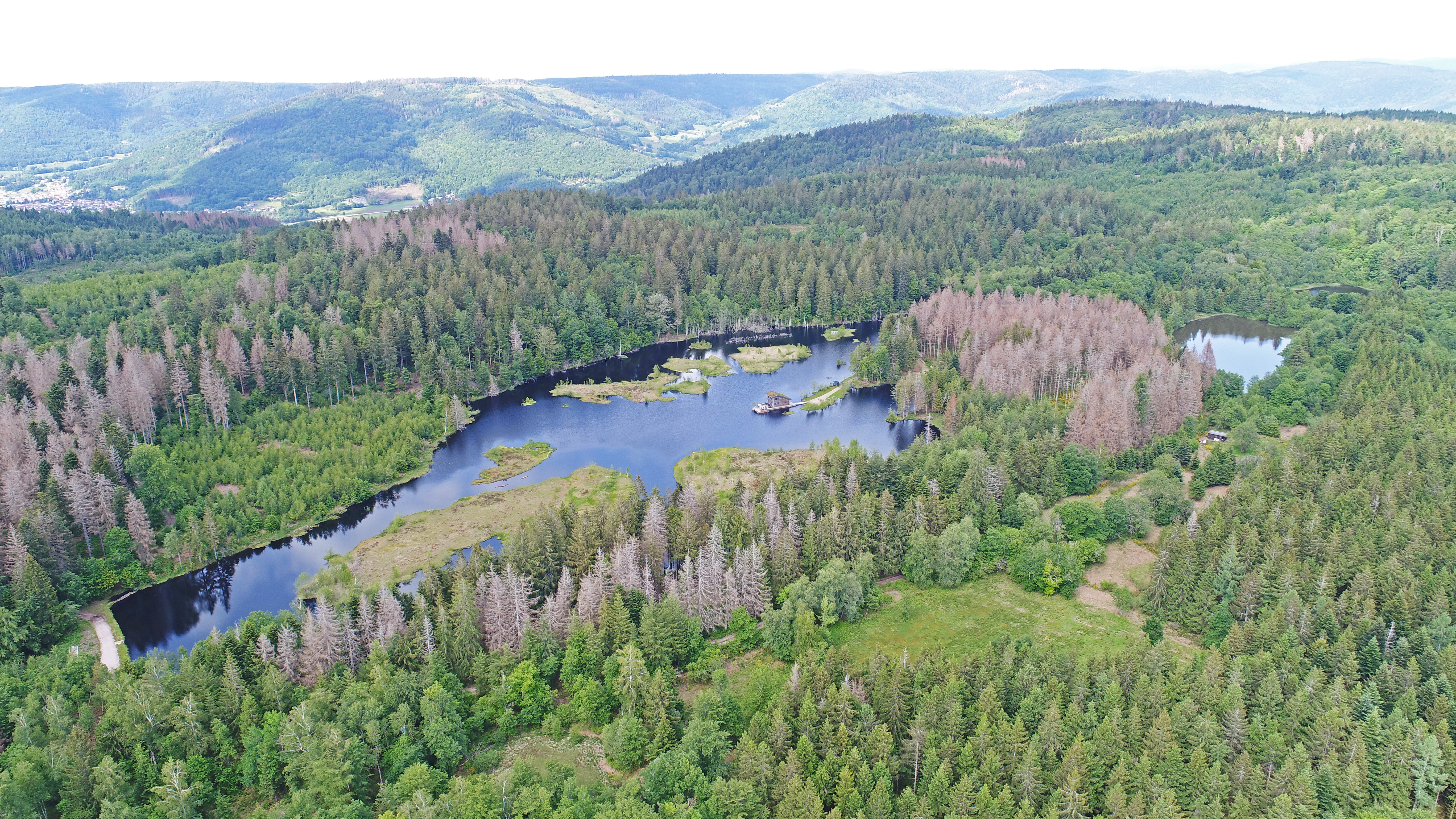
Étang de l'Oranger bei Corravillers
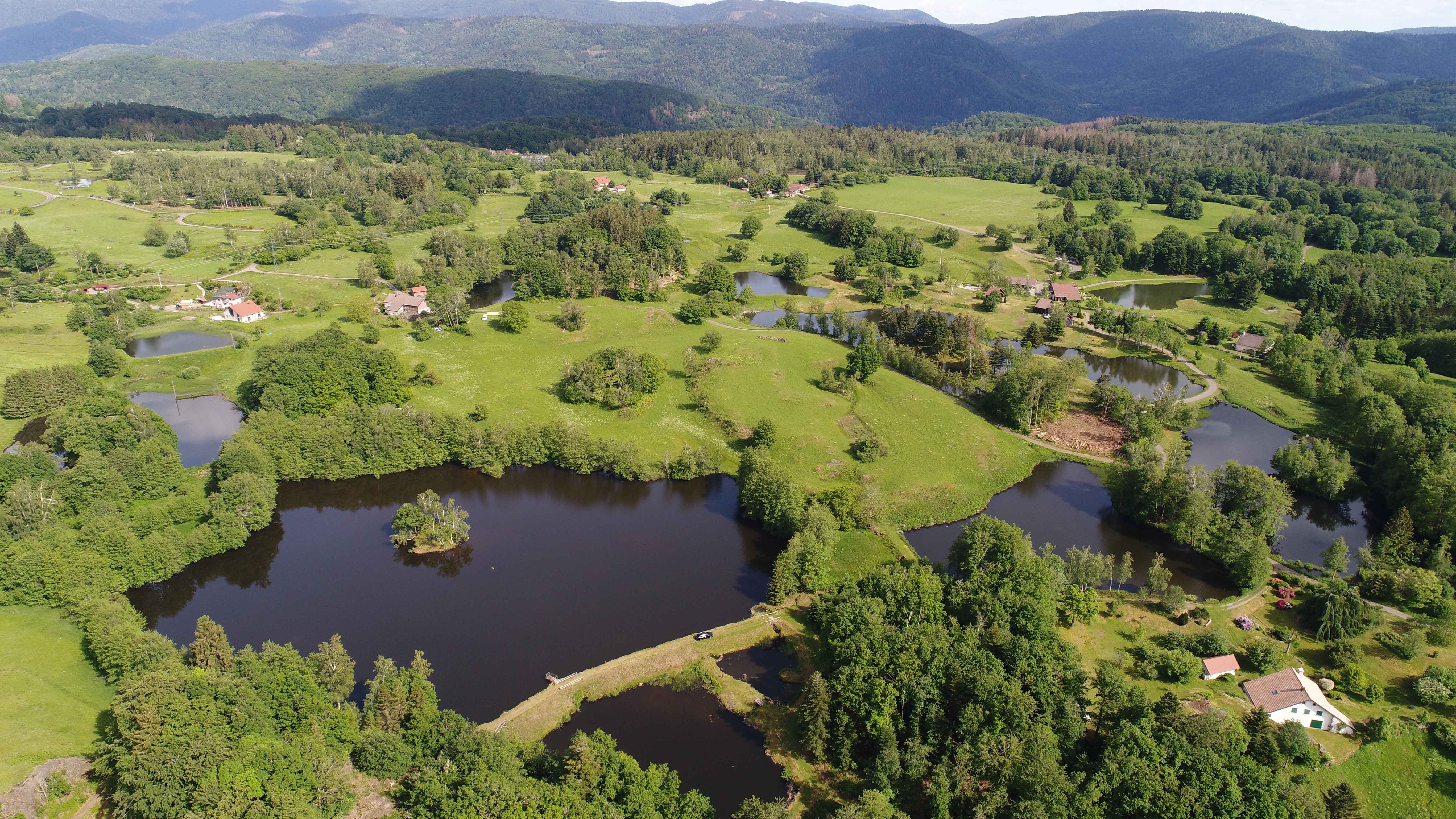
Mehrere Teiche bei  Servance-Miellin